# 凤城街道 (济南市)
凤城街道，是中华人民共和国山东省济南市莱芜区下辖的一个乡镇级行政单位。

## 行政区划
凤城街道下辖以下地区：
东升社区、小曹村社区、西关社区、东风社区、东方红社区、吴家花园社区、董家花园社区、城北埠村、马家庄村、石家庄村、任家花园村、吕家花园村、戴家花园村、石家花园村、孙家花园村、孟家花园村、曹东村、曹西村、孟家庄村、叶家庄村、南十里铺村、北十里铺村、姚家岭村、蔺家庄村、古石沟村和孟家峪村。